# Jean Bertaut
Pour les articles homonymes, voir Bertaut.
Pour les articles ayant des titres homophones, voir Jean Bertaud et Jean Bertho.
 (janvier 2019).
Si vous disposez d'ouvrages ou d'articles de référence ou si vous connaissez des sites web de qualité traitant du thème abordé ici, merci de compléter l'article en donnant les références utiles à sa vérifiabilité et en les liant à la section « Notes et références ».
Jean Bertaut, né à Donnay près de Caen en 1552 et mort à Sées le 8 juin 1611, est un poète français et un évêque de Sées de 1607 à 1611.

## Biographie
Le père de Jean Bertaut, originaire de Condé-sur-Noireau, était venu s'établir à Caen où il professait les sciences au collège du Bois. Ce fut sous la direction de ce maître que le jeune Bertaut fit des progrès dans la philosophie et les mathématiques.
Il raconte lui-même, dans une pièce sur le trépas de Pierre de Ronsard, que, dès l’âge de seize ans, il se distingua aussi par des poésies. Un sonnet qu’il adressa à dix-huit ans à l’auteur des Recherches et antiquités de Caen, de Bras de Bourgueville, fut imprimé plus tard par ce dernier en tête de son livre.
Les liaisons qu’il forma vers cette époque avec son condisciple Davy, connu depuis sous le nom de cardinal du Perron, commencèrent sa fortune. Ce dernier était aimé du comte de Matignon ; sur sa recommandation sans doute, le maréchal confia à Bertaut l’éducation de ses deux fils. Ce dernier s’en acquitta si bien qu’il mit à même l’ainé de ces enfants, quoique fort jeune encore, de prononcer devant les princes du sang une oraison latine de sa composition, qui fut aussitôt imprimée avec une traduction française.
Un tel succès décida du sort du jeune savant ; Henri III le choisit comme précepteur du comte d’Angoulême, fils naturel de Charles IX, et bientôt après le nomma secrétaire du cabinet, puis son secrétaire et lecteur ordinaire. Il le gratifia en outre d’une charge de conseiller au parlement de Grenoble.
Bertaut exerça ses nouvelles fonctions pendant treize ans, jusqu’à la mort du roi. Il était à Saint-Cloud le 2 août 1589 auprès du prince, lorsque celui-ci fut assassiné par Jacques Clément. Cet événement n’apporta aucun trouble dans celle qu’occupait Bertaut. Sa faveur au contraire sembla augmenter.
Après s’être retiré quelque temps chez le cardinal de Bourbon, à l’abbaye de Bourgueil, en Anjou, il parvint à plaire à Henri IV, dont sans hésiter il adopta la cause, et reçut de lui, en 1594, une des plus riches abbayes de la Normandie, l’abbaye d'Aunay-sur-Odon au diocèse de Bayeux. Ce bénéfice est la première fonction ecclésiastique que Bertaut ait obtenue.
Après le mariage du roi avec Marie de Médicis, il fut nommé premier aumônier de la reine, et en cette qualité assista au baptême du dauphin Louis XIII à Fontainebleau. Il obtint enfin l’évêché de Séez, en 1606, ou, selon la Neustria Pia, en 1607 ; ses bulles lui furent accordées gratis et il fut consacré par Paul Hurault de L'Hospital l'archevêque d'Aix-en-Provence.
Il prit possession de l’évêché le 8 mars 1608. Il devait cette dignité au zèle qu’il avait mis à aider Du Perron, toujours son ami, dans ses démarches pour la conversion d’Henri IV au catholicisme, et il en fut reconnaissant toute sa vie.
Il était à l’assemblée générale du clergé, lorsque Henri IV fut poignardé, le 4 mai 1610. Il accompagna le corps de son bienfaiteur, et écrivit à cette occasion une oraison funèbre. Il fit ensuite célébrer pour lui un service solennel dans sa cathédrale, mais il ne lui survécut pas longtemps. Son frère atteste dans l’avant-propos de l’édition qu’il a donnée de ses sermons qu’il ne put surmonter sa douleur. Attaqué d’une maladie pendant la messe, le jour anniversaire même de l’attentat, il mourut à l’âge de 51 ans. On l’inhuma dans le chœur de la cathédrale de Sées, et Antoine Halley composa un quatrain en son honneur.
Bertaut a écrit des vers légers à la manière de Desportes pour célébrer les incidents de la vie de cour.
Il cessa, après son élévation à l’évêché, de produire les vers légers où il excellait, bien que ses scrupules ne l’aient pas empêché, de préparer en 1606 une nouvelle édition de son Recueil de quelques vers amoureux de 1602 qu’il publia sous le nom de son frère.
Bertaut a imité Ronsard, mais avec une réserve qui lui fut inspirée, suivant Nicolas Boileau dans l’Art poétique par l’exemple des chutes du maître :
Ce poète orgueilleux, trébuché de si haut,
Rendit plus retenus Desportes et Bertaut.
Ses poésies ont de la douceur et de la grâce, quelquefois même un sentiment assez profond, comme dans la stance suivante : 
Félicité passée,
Qui ne peut revenir,
Tourment de ma pensée,
Que n'ai-je, en te perdant, perdu le souvenir !
François de Malherbe a dit qu’il n’estimait des anciens poètes français que Bertaut tandis que Régnier a dit de lui qu’il était « un poète trop sage ». Les poésies sérieuses de ses années postérieures où il a célébré les événements publics sont, en revanche, plates et sans vie. Les Œuvres poétiques de Bertaut (1620-1623, in-8°) comprennent des cantiques imités des psaumes, des vers amoureux, des élégies, des épîtres, des discours sur les événements politiques, des chansons, des sonnets, etc. On a aussi du même des Sermons sur les principales fêtes de l’année (1613).
Bertaut était l’oncle de Françoise de Motteville.

## Œuvres
- Stances sur la mort du feu Roy, T. du Bray, 1611 lire en ligne sur Gallica
- Les Œuvres poétiques de M. Bertaut, évesque de Sées, abbé d'Aunay, premier aumosnier de la Royne, 1620 lire en ligne sur Gallica